# Palhais (Sertã)
Palhais is een plaats (freguesia) in de Portugese gemeente Sertã en telt 346 inwoners (2001).